# Teatro Popular de Niterói
O Teatro Popular Oscar Niemeyer (até 2013, Teatro Popular de Niterói), é um teatro localizado no Centro de Niterói, no Rio de Janeiro, no Brasil. Foi inaugurado no dia 5 de abril de 2007. Recebeu o nome de seu idealizador em outubro de 2013.[carece de fontes?]
O Teatro Popular é uma das obras que integram o Caminho Niemeyer, um complexo cultural e turístico da cidade projetado por Oscar Niemeyer na orla entre a zona sul e o Centro da cidade.
O acesso ao teatro se dá através de uma rampa helicoidal, onde se chega ao foyer superior de aproximadamente 580 metros quadrados, e daí para a área da plateia, que pode abrigar 454 pessoas (446 acomodadas em assentos fixos e 8 espaços para cadeirantes) e um espaço exterior com a capacidade máxima de público para 20.000 lugares. Seu traçado sinuoso e estrutura em concreto armado são características de seu criador.
De uma fachada com acabamento de cerâmicas com desenhos, na face oposta do edifício, uma parede de vidro permite, ao público, ver a Baía de Guanabara do interior do teatro, rampa e escadas em espiral, elementos frequentes nas obras de Niemeyer.

## Características

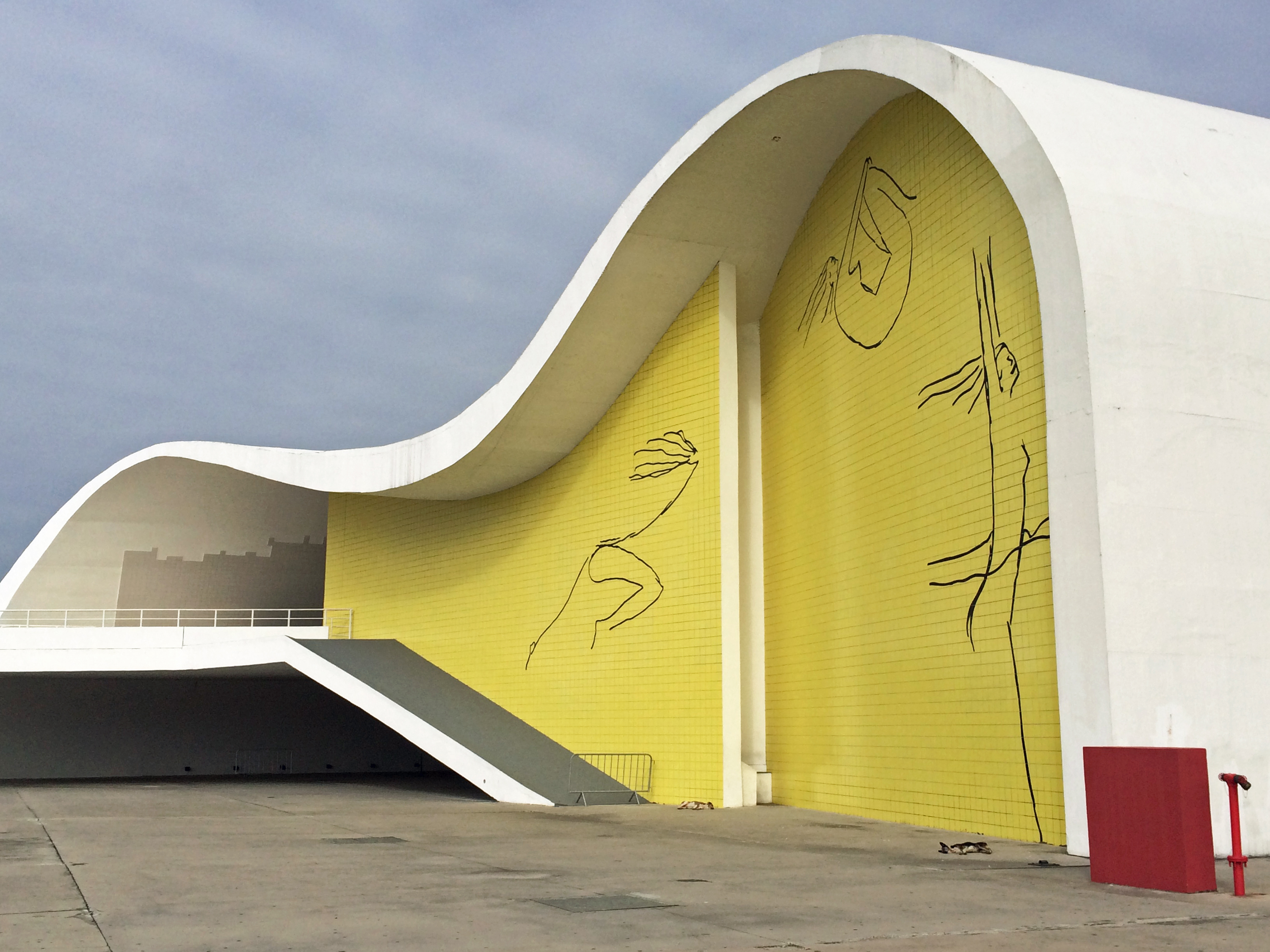
Teatro Popular: face com painéis de azulejo.

Construído em concreto armado, o Teatro Popular é uma grande cobertura curva que se origina nas empenas do edifício. Os 3,5 mil metros quadrados de área construída se distribuem nos pisos térreo e superior. Neste, encontra-se o auditório.
Do térreo, parte uma rampa helicoidal, também de concreto armado, que conduz o visitante ao foyer superior do teatro, espaço que tem 580 metros quadrados. A face noroeste, voltada para a baía de Guanabara, tem envidraçamento duplo com brises internos.
Na face oposta, recebeu acabamento em azulejo amarelo e pinturas do próprio arquiteto. Seus painéis retratam 3 desenhos alegóricos de mulheres, uma manifestação popular a agitar bandeiras e uma mulher que dança – estampados em dois painéis cerâmicos gigantes.
De um teatro normal, tem tudo: camarins, mecânica cênica, vestimenta cenográfica, iluminação, sonorização e climatização. Tudo foi pensando e supervisionado em detalhes pelo projetista a cada passo da execução de sua obra.
O interior do teatro comporta 454 lugares. Entretanto, o palco apresenta parte posterior reversível, que se abre para uma ampla praça, podendo abrigar espetáculos ao ar livre que ampliam sua capacidade máxima para 20 000 lugares em um espaço de 17 mil metros quadrados.
Sua inauguração, em 2007, integrou as celebrações em homenagem aos 100 anos de nascimento do arquiteto brasileiro Oscar Niemeyer. Em 2010, foi fechado para uma reforma com mudanças no projeto original feitas pelo próprio Oscar Niemeyer. A Prefeitura fez intervenções no projeto original, sob orientação do próprio Niemeyer, e o teatro ganhou um palco externo fixo, além de reforma na estrutura interna. O custo de sua construção foi avaliado em 14 milhões de reais, sendo 9 milhões custeados pela Prefeitura de Niterói e o restante pelo Ministério do Turismo.
O grande pátio de concreto que circunda o teatro e as demais construções ao redor costuma ser frequentado por praticantes de patinação e skate.

## Galeria

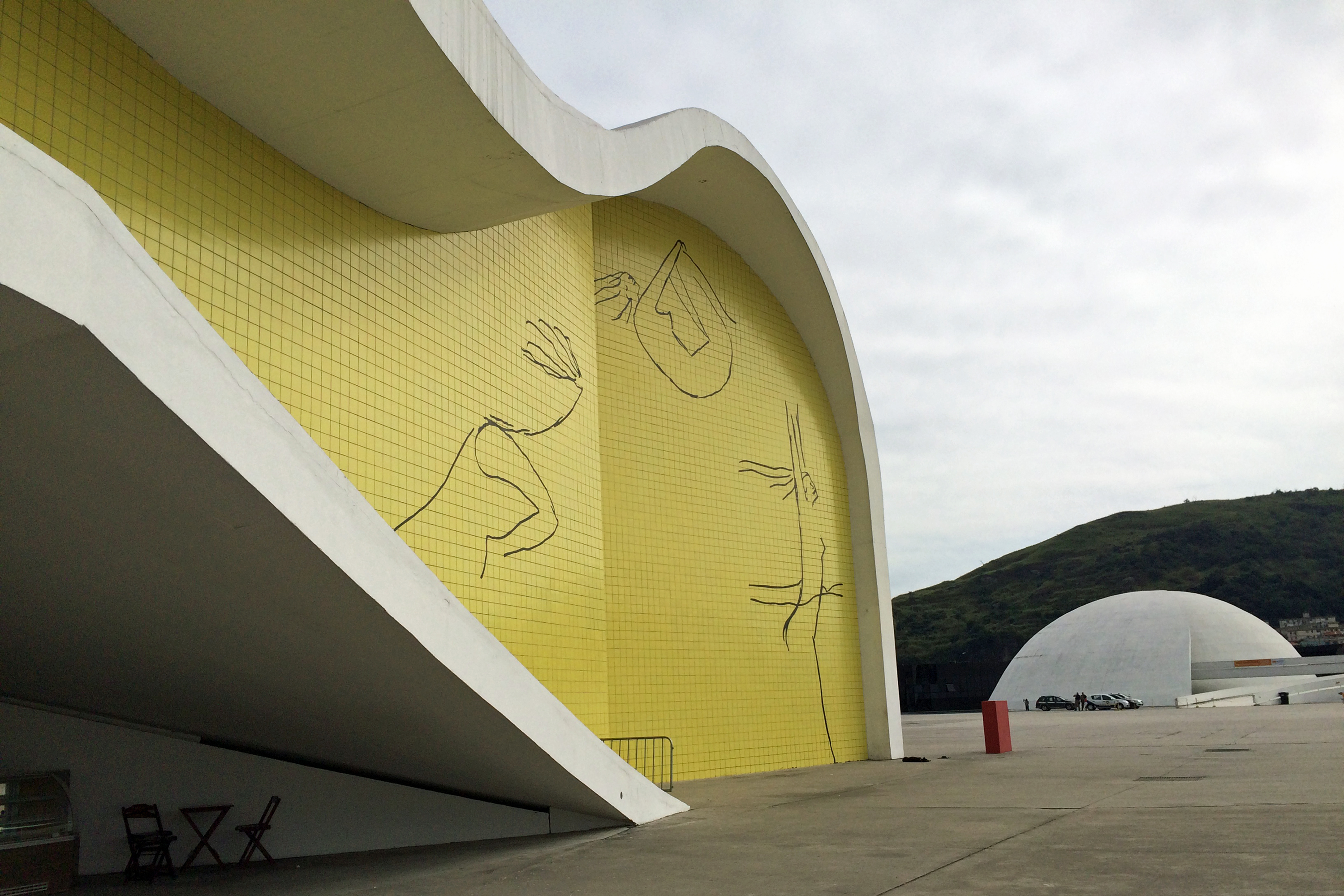
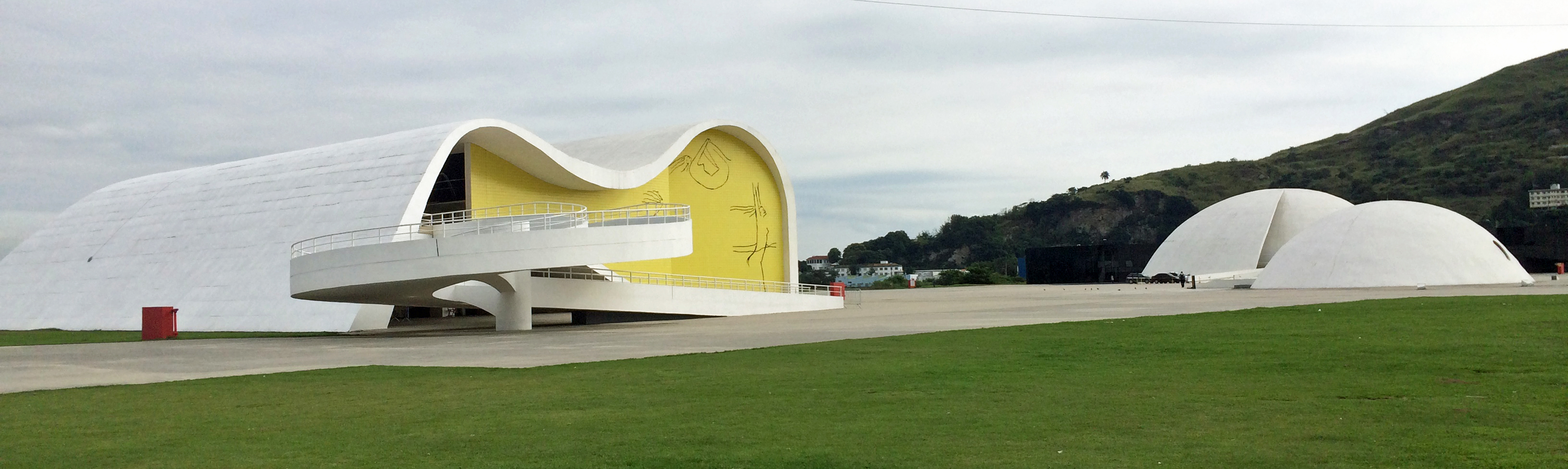
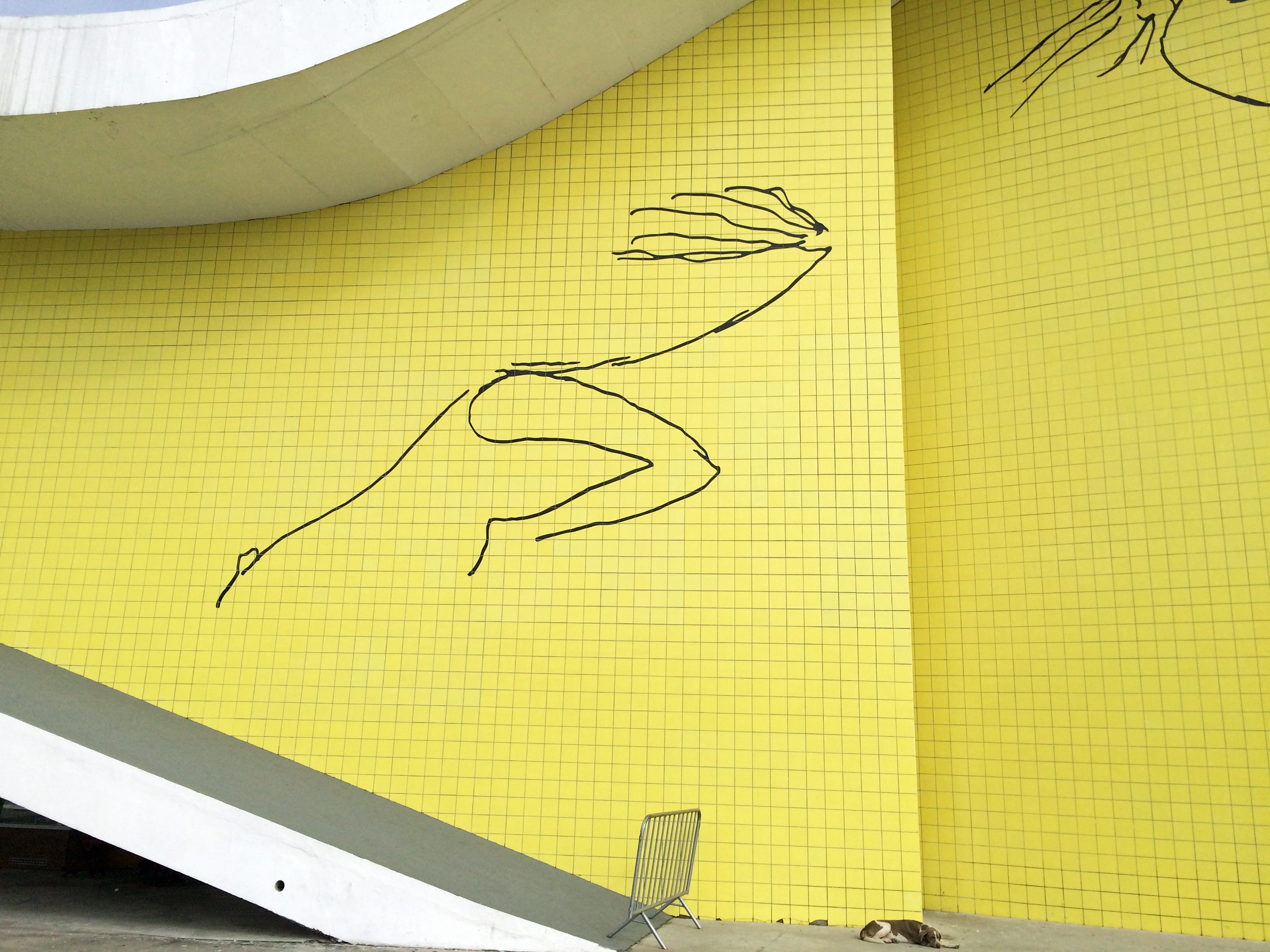
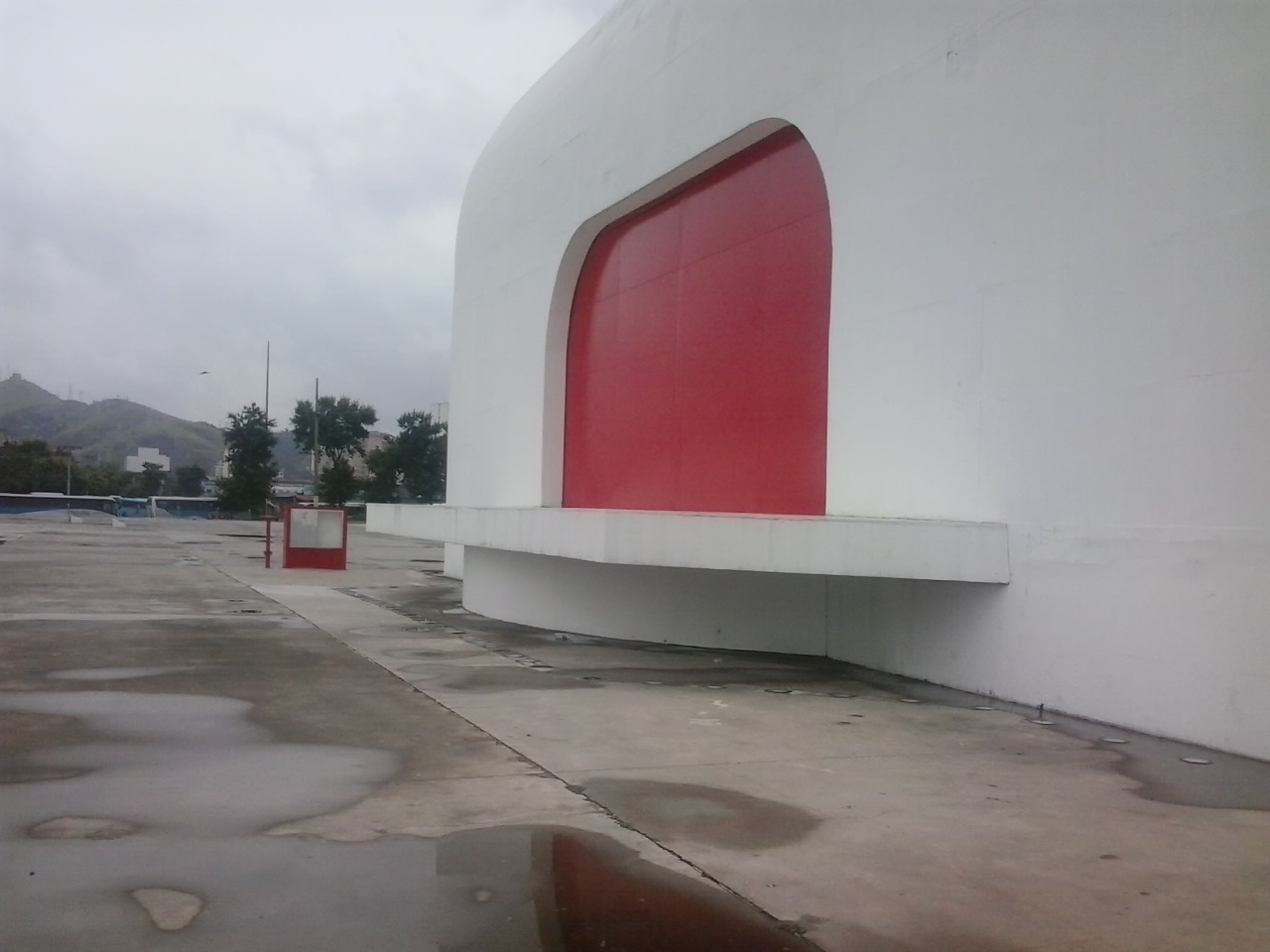
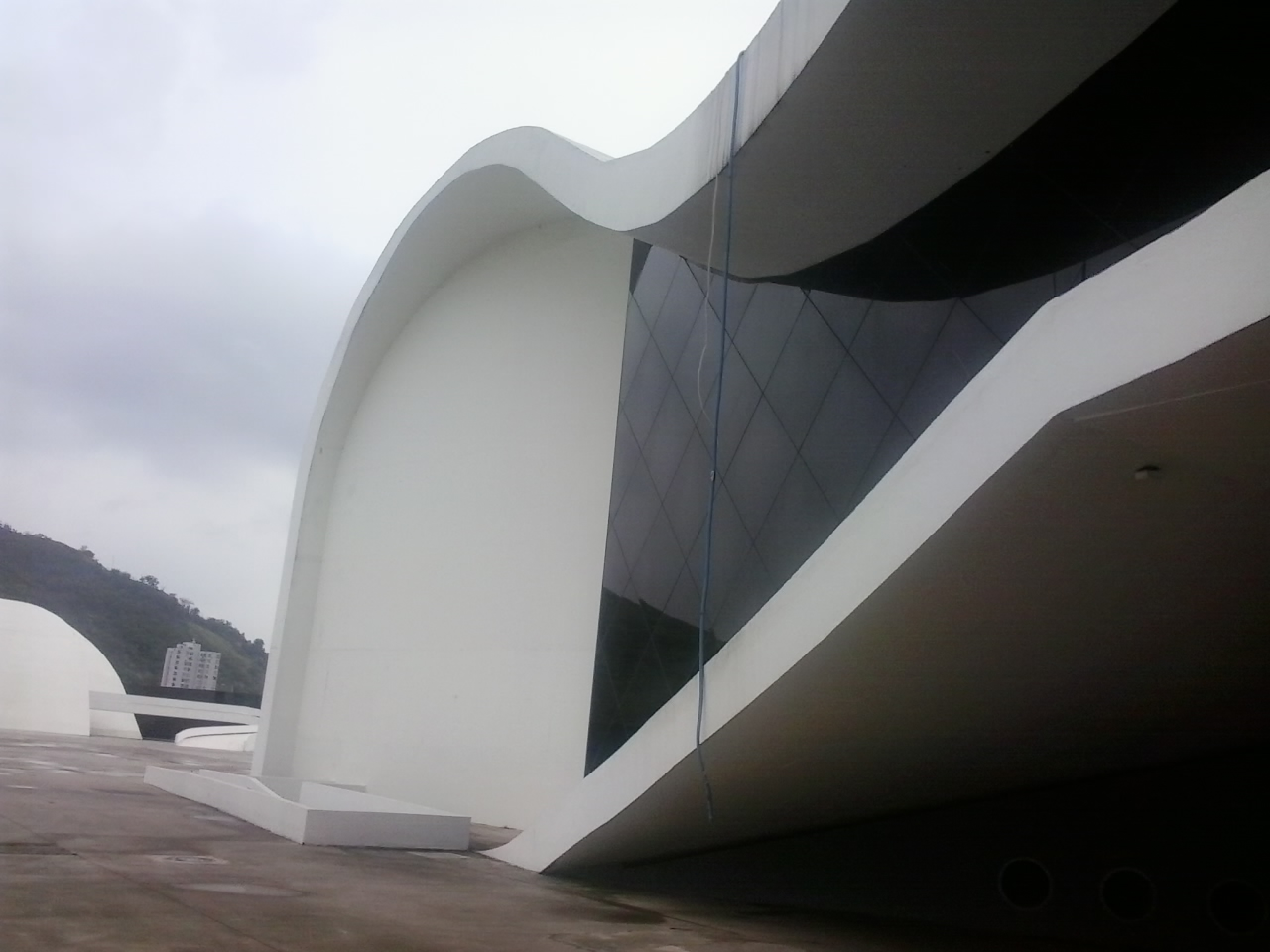
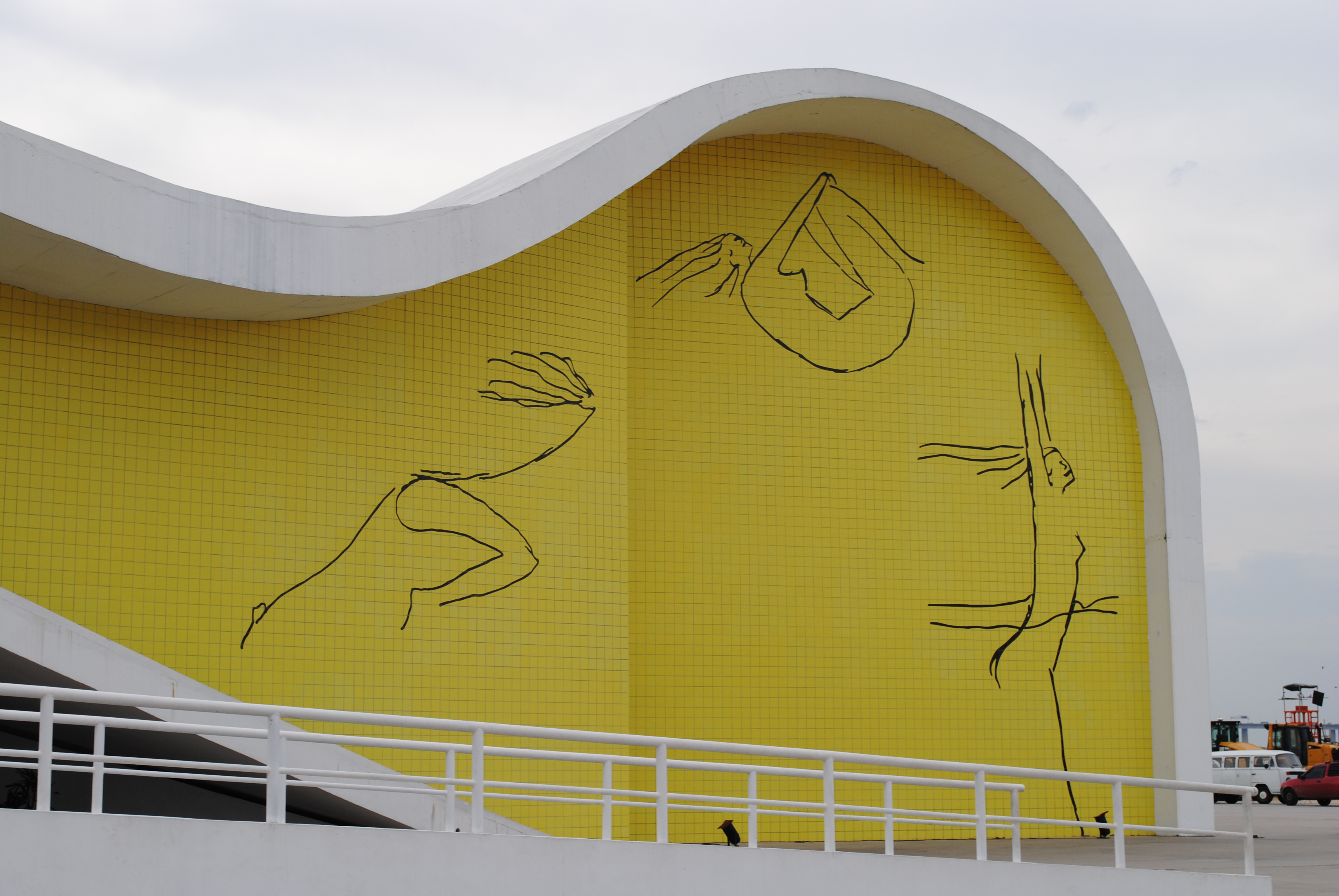
Fachada do Teatro Popular Oscar Niemeyer.